# Jesús en la corte de Herodes

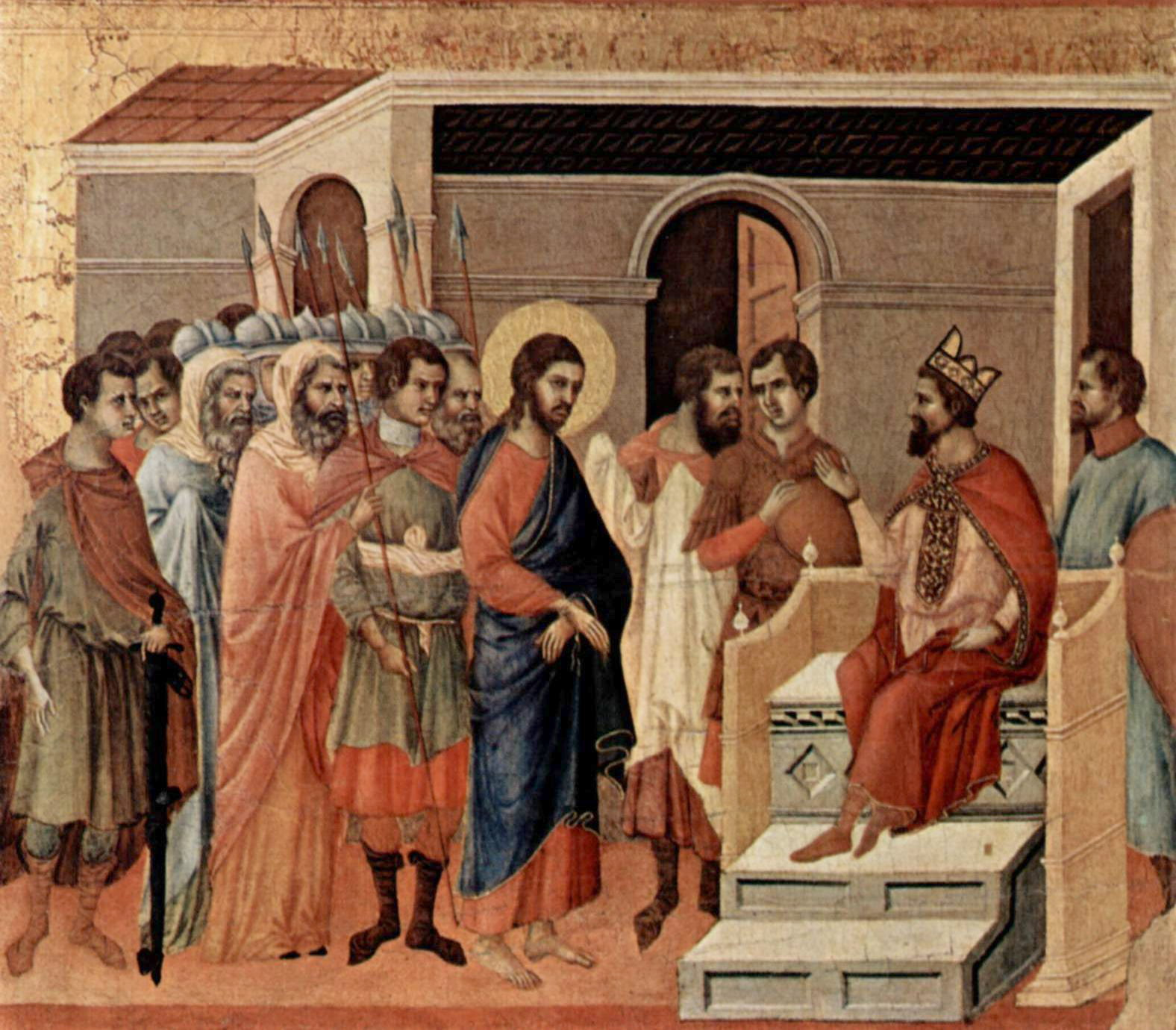
Jesús en la corte de Herodes, por Duccio, c. 1310.

Jesús en la corte de Herodes es un episodio en la vida de Jesús reportado solo en Lucas 23: 7-12. Después de ser juzgado por el Sanedrín, Jesús es enviado al gobernador romano Poncio Pilato, quien al enterarse de que era galileo entendió que el caso estaría bajo la jurisdicción de Herodes Antipas. Es un evento que forma parte del llamado Tribunal de Pilatos.

## Texto bíblico
- Según Lucas

Entonces Pilato, oyendo decir, Galilea, preguntó si el hombre era galileo. Y al saber que era de la jurisdicción de Herodes, le remitió a Herodes, que en aquellos días también estaba en Jerusalén. Herodes, viendo a Jesús, se alegró mucho, porque hacía tiempo que deseaba verle; porque había oído muchas cosas acerca de él, y esperaba verle hacer alguna señal. Y le hacía muchas preguntas, pero él nada le respondió. Y estaban los principales sacerdotes y los escribas acusándole con gran vehemencia. Entonces Herodes con sus soldados le menospreció y escarneció, vistiéndole de una ropa espléndida; y volvió a enviarle a Pilato. Y se hicieron amigos Pilato y Herodes aquel día; porque antes estaban enemistados entre sí.

## Narrativa bíblica
En el Evangelio de Lucas después del juicio en el Sanedrín, los ancianos judíos le piden a Pilato que juzgue y condene a Jesús, acusándolo de afirmar falsamente que es el "rey de los judíos". Al interrogar al prisionero, se da cuenta de que Jesús era galileo y entiende que estaría bajo la jurisdicción de Herodes, que estaba en Jerusalén en ese momento, seguramente por motivo de la Pascua. Por lo tanto, se lo envía a él para ser juzgado, esto, seguramente para librarse de la responsabilidad de condenarlo.
Herodes Antipas siempre había querido conocer a Jesús, ya que esperaba poder presenciar uno de sus milagros. Sin embargo, Jesús no dice nada en respuesta a las preguntas del odioso tetrarca, ni responde a las vehementes acusaciones de los sumos sacerdotes y escribas. Por esta razón, Herodes (quien anteriormente se impactara ante Juan el bautista) se burla de Jesús junto a sus soldados, los cuales le ponen un magnífico manto, una capa brillante (posiblemente blanca), tratandolo como un loco Rey de los Judíos. Luego de eso, lo envía de vuelta a Pilato. Ese día, Herodes y Pilato, que antes habían sido enemigos, gracias a Jesús, se hacen amigos.

Lucas no dice si Herodes condenó a Jesús o no y en su lugar atribuye la condena a Pilato, quien luego reúne a los ancianos judíos y dice:
«Me presentaste a este hombre como un agitador del pueblo y, he aquí, cuando lo interrogué, no encontré ningún defecto en él por quienes lo acusan. Herodes tampoco, porque nos lo devolvió; nada lo ha hecho digno de muerte. Entonces, después de castigarlo, lo liberaré ”. (Lucas 23: 14-15)
 Sin embargo, después de mandarlo a flajelar, Pilato lavándose las manos, le condenó.
Se supone que quien fue testigo del episodio de Jesús frente a Herodes, (transmitiéndolo luego a Lucas), fue Juana, la esposa de Cusa, quien era el administrador de la casa de Antipas.

## Cristología
Esta declaración de Pilato de que Herodes no encontró culpa en Jesús es la segunda de las tres declaraciones que hace sobre la inocencia de Jesús en el Evangelio de Lucas (la primera en Lucas 23: 4 - Corte de Pilato - y la segunda en 23 22: - cuando Pilato se lava las manos) y es parte de la llamada "cristología de la inocencia" presente en este evangelio. 
En la narración que sigue a este episodio, otras personas además de Pilato y Herodes tampoco encuentran fallas en Jesús. En Lucas 23:41 ya durante la crucifixión, uno de los dos ladrones crucificados junto a Jesús también da testimonio de su inocencia y en Lucas 23:47 un centurión romano dice: "Realmente, este hombre era justo". 
La caracterización del centurión ilustra el enfoque de Lucas en la inocencia (que comienza en los tribunales de Pilato y Herodes) en contraste con Mateo 27:54 y Marcos 15:39 en el que el centurión dice: "Verdaderamente este hombre era el Hijo de Dios ". mucho más enfatizando la divinidad de Jesús.
Juan Calvino consideró la falta de respuesta de Jesús a las preguntas de Herodes, su silencio ante las acusaciones de los ancianos judíos y la más leve conversación que tuvo con Pilato antes de su regreso de la corte de Herodes como un elemento del "agente de la cristología" de la crucifixión. Calvino afirmó que Jesús podría haber defendido su inocencia, pero prefirió callar y someterse voluntariamente a su crucifixión en obediencia a la voluntad del Padre ya que ya conocía su papel de "Cordero de Dios".
El "agente de la cristología" fortalecido en la corte de Herodes se suma a la profecía hecha por Jesús en Lucas 18:32 de que sería "... entregado a los gentiles, burlado, indignado y escupido".
Por lo tanto, en la corte de Herodes, Lucas continúa enfatizando el papel de Jesús no como un "sacrificio involuntario", sino como un "agente y servidor" de Dios que se sometió a la voluntad del Padre.

## Comentarios de la Iglesia católica
La exposición que hace Lucas de la sentencia contra Jesús es como una explicación de la oración de los cristianos de Jerusalén: 

En esta ciudad se han aliado contra tu santo Hijo Jesús, al que ungiste, Herodes y Poncio Pilato con las naciones y con los pueblos de Israel, para llevar a cabo cuanto tu mano y tu designio habían previsto que ocurriera.

San Lucas presenta los hechos en tres etapas: Jesús ante Pilato, luego ante Herodes y, otra vez de nuevo, ante Pilato. Frente a los acontecimientos se pueden valorar las responsabilidades de cada uno, pero por encima de la voluntad de los hombres está el proyecto de Dios. En la primera escena, se descubre el astuto y ladino proceder de los acusadores cambiando el título de la acusación: el Sanedrín condenó a Jesús por llamarse Cristo (Mesías) e Hijo de Dios, ahora le acusan de llamarse Rey Mesías y de alborotar y alterar  al pueblo. Pilato ve la fragilidad de la acusación e intenta condescender y aprovecha la primera ocasión que para evitar sus obligaciones. 

Pasaje admirable que infunde en el corazón de los hombres una disposición a la paciencia para soportar las afrentas con el ánimo ecuánime. El Señor es acusado, y calla. Y tiene razón al callarse el que no necesita defensa, pues defenderse es bueno para aquellos que temen ser vencidos. No confirma la acusación con su silencio, sino que la desecha al no refutarla. (…) Ha querido mostrar su realeza más que afirmarla, para que no tuvieran motivo para condenarle pues la acusación misma era una falsedad. 

En el siguiente pasaje, la forma de proceder de los personajes pone de manifiesta lo que son: Herodes parece un ser veleidoso y grotesco. Los príncipes de los sacerdotes y los escribas aparecen obstinados en dar muerte a Jesús. La grandeza del Jesús se descubre en su porte y postura: frente a tales despropósitos, callaba. Así lo comenta San Ambrosio:

Cuando Herodes quería ver de Él algunas maravillas, Él se calló y no hizo nada, porque la crueldad del personaje no merecía ver cosas divinas, y porque el Señor declinaba cualquier tipo de jactancia. Tal vez Herodes pueda ser considerado modelo y emblema de todos los impíos: si no han creído en la Ley y en los Profetas, tampoco pueden ver las obras admirables de Cristo en el Evangelio.